# Ralph Steiner
Ralph Steiner (8. února 1899 – 13. července 1986) byl americký fotograf, dokumentarista a klíčová postava v oblasti avantgardního filmu ve 30. letech 20. století.

## Životopis
Narodil se v Clevelandu a studoval chemii na Dartmouth College. V roce 1921 vstoupil do Clarence H. White School of Modern Photography. White pomohl Steinerovi najít si práci ve společnosti Manhattan Photogravure Company, při které fotografoval fotogravurní desky scén z filmu Nanuk, člověk primitivní Roberta Flahertyho. Nedlouho poté začala Steinerova práce fotografa na volné noze v New Yorku, převážně v reklamě a v časopisech typu Ladies' Home Journal. Díky povzbuzení spolužáka Paula Stranda se kolem roku 1927 připojil k levicové Filmové a fotografické lize. Měl také vliv na fotografii Walkera Evanse, kterému poskytl vedení, technickou pomoc a jednu ze svých fotografických kamer.
Steinerovy fotografie jsou pozoruhodné svými zvláštními úhly pohledu, abstrakcí a někdy svým bizarním tématem. Snímek z roku 1944 Gypsy Rose Lee and Her Girls je občas zaměňován s rukopisem reportážního fotografa Weegeeho.